# Гамба, Филиппо
Филиппо Гамба (итал. Filippo Gamba; род. 1968, Верона) — итальянский пианист.
Окончил Веронскую консерваторию, затем совершенствовал своё мастерство в Музыкальной школе Фьезоле у Марии Типо. В 2000 г. стал обладателем первой премии Международного конкурса пианистов имени Гезы Анды, получив дополнительно от жюри во главе с Владимиром Ашкенази специальный приз за исполнение произведений Моцарта.
Основу репертуара Филиппо Гамбы составляют десять фортепианных концертов Моцарта и все пять концертов Бетховена. Среди его записей также сонаты Доминико Скарлатти, произведения Шуберта, Брамса и др.